# 한나 모어

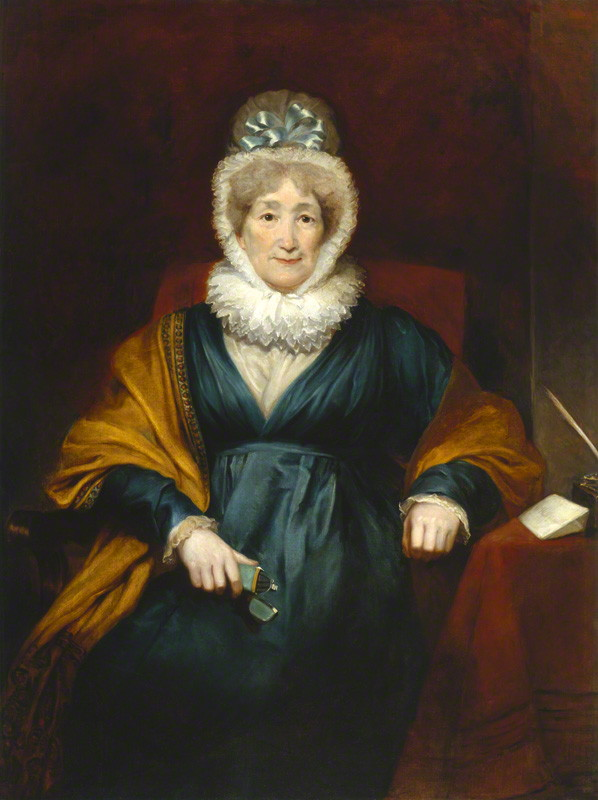

한나 모어 (Hannah More, 1745년 2월 2일 – 1833년 9월 7일) 또는 해나 모어는 영국의 성공회 아동문학가이자 자선가, 시인이자 존슨, 레이놀즈, 개릭 서클의 극작가로 도덕과 종교 주제에 관해 글을 썼다. 해나 모어가 도덕적인 동화를 쓴다는 사실은 당시 영문학 역사에서는 널리 알려졌는지, 해나 모어의 사후 30년 뒤인 1862년에 미국에서 루이자 메일 올컷 작가가 쓴 여성 청소년들을 위한 성장소설인 《작은 아씨들》 2권(허진 옮기다. 열린책들)에 나온다. 소설에서 부모에게서 독립하여 가정교사로 일하던 둘째 딸 조가 신문에 연재하는 통속소설을 쓰다가, 바에르 교수가 어린이들에게 해로운 글이라고 하자 도덕적인 동화를 쓰기 시작하는데, 서술자는 "해나 모어와 같은 도덕적인 동화"라고 썼다.

### 정치적 보수주의
브리스톨에서 태어난 그녀는 아버지가 그곳에 세운 학교에서 가르쳤고 연극을 쓰기 시작했다. 한나는 여성문인들의 단체인 Blue-stocking 회원으로 활동했으며, 후기 희곡과 시는 더욱 복음적이 되었다. 그녀는 노예 무역 에 반대하는 그룹에 합류했다. 1790년대에 그녀는 토머스 페인의 《인간의 권리》에 대한 반박으로 문맹 퇴치자들에게 배포하기 위해 도덕적, 종교적, 정치적 주제에 대한 책자를 썼다. 한편 그녀는 그녀와 그녀의 여동생 Martha가 시골 Somerset에 설립한 학교들과의 관계를 넓혔다. 해나와 마르타의 학교들은 가난한 사람들에 대한 가르침을 억제하여 제한된 읽기는 허용했지만, 쓰기는 허용하지 않았다. 프랑스의 민중들이 단결하여, 귀족과 고위 가톨릭 성직자들이 자신들을 착취하는 구체제를 깨부순 대혁명인 프랑스 대혁명에 대한 반동으로 정치적으로 보수적인 해나는 교육에서 소외된 인민들에 대한 시혜적인 성격을 띠는 학교를 설립함으로써 가난한 인민들이 가장 작은 수준의 학력만 갖도록 하여, 프랑스대혁명과 같은 민중들이 사회구조를 변혁하는 사회혁명을 상상하지 못하게 하고(에드먼드 버크와 같은 보수주의 사상가들에게 민중은 말 그대로 배움이 없고 도덕도 없는 "하층민"이고(레미제라블 3권에서 빅토르 위고가 서술을 한 내용), 혁명은 혼란만 가져오는 사건이었다. 하지만 주의할 점은 해나 모어나 에드먼드 버크와 같은 정치적인 보수주의자들은 온건한 사회개혁을 생각했지, 수구를 주장한 것은 아니다. 혁명이 혼란을 가져올 것을 생각해서 혁명을 반대했을 뿐이다.), 지배계급의 질서에  순응하도록 한 것. 더 많은 것은 그녀의 정치적 보수주의로 주목을 받았으며, 반페미니스트, "반혁명적" 또는 보수적 페미니스트 로 묘사되었다.